# کروبامبا
کروبامبا (به اسپانیایی: Querobamba) یک شهرک در پرو است که در منطقه آیاکوچو واقع شده‌است.